# Дейв Коннелл
Дейв Коннелл (англ. Dave Connell; нар. 27 листопада 1961, Дублін, Ірландія) — ірландський футболіст, який виступав з 1970-их по 1990-ті роки. Головний тренер дівочої збірної Ірландії, також працює керівником відділу розвитку футболу в Ірландії.

## Життєпис
Класичний правий захисник, виступав за «Богеміан», «Дандолк» і «Шемрок Роверс» та інші клуби під час кар'єри в Лізі Ірландії. У 1984 році у футболці «Богс» взяв участь у переможному (3:2) поєдинку проти «Рейнджерс». У сезоні 1974/75 років був капітаном збірної Ірландії U-15 й відзначився двома голами, у воротах збірної Нідерландів з Руудом Гуллітом та збірної Уельсу, в якій виблискував Іан Раш.
У серпні 1989 року підписав контракт з «Роверс» і за три роки виступаів у клубі двічі поспіль виграв нагороду «Гравець року». Загалом зіграв 126 матчів, відзначився 6-ма голами за «Обручів».
Після цього перебрався до північноірландського «Ардса», а згодом — й до «Дроеди Юнайтед».
Завершував кар'єру гравця та розпочинав тренерську кар'єру в «Лімерику», по завершенні кар'єри очолював також «Голвей Юнайтед» з Ліги Ірландії.

## Досягнення

### Індивідуальні
«Шемрок Роверс»
- Найкращий гравець «Шемрок Роверс» сезону (2): 1990/91, 1991/92

«Богеміан»
- Найкращий гравець року (1): 1981/82